# هيرون الإسكندراني
هيرون أو هيرو الإسكندراني (باليونانية: Ἥρων ὁ Ἀλεξανδρεύς)‏ (عاش في منتصف القرن الأول للميلاد) المعروف أيضا بـ «ايرن المجانقي» هو رياضي وفيزيائي ومهندس يوناني.
اشتهر بدراساته في الميكانيكا والخصائص الميكانيكية للغازات.
وقد جمع فؤاد سزكين ما كُتب عنه في كتاب «هيرون الإسكندراني عند العرب - نصوص ودراسات»، فرانكفورت 2001 م.

## روابط خارجية
- هيرون الإسكندراني على موقع الموسوعة البريطانية (الإنجليزية)
- هيرون الإسكندراني على موقع إن إن دي بي (الإنجليزية)